# Jindřich II. Kyperský
Jindřich II. Kyperský (francouzsky Henri de Lusignan, červen 1270 – 31. března 1324, Strovolos) byl král Kypru a Jeruzaléma. Trpěl epilepsií, což posloužilo jako záminka pro jeho sesazení.

## Život
Byl druhorozeným synem kyperského krále Huga Velikého a Isabely, dcery kyperského konetábla Víta z Ibelinu a královskou korunu získal po smrti staršího bratra Jana. Zdá se, že byl do jeho náhlého skonu zapleten. Hned po svém nástupu na trůn v červnu 1285 si stěžoval papeži Bonifácovi VIII. na odpor proanjouovského templářského řádu a papež se pokusil obě strany usmířit. Velmistr Vilém z Beaujeu jej posléze jako vládce jeruzalémského království uznal a Jindřich byl 15. srpna 1286 v Tyru korunován jeruzalémským králem.
Roku 1291 se Jindřich krátce zúčastnil bojů o Akkon,a protože mu bitva připadala předem prohraná, vrátil se po deseti dnech na Kypr. Po pádu Akkonu směřoval na Kypr příliv uprchlíků ze Sýrie a Palestiny a zároveň tam přenesly svá sídla rytířské řády, což přineslo zapříčinilo mnohé třecí plochy ohledně majetku na Kypru. Během roku 1300 navázal Jindřich kontakty s mongolským ílchánem Ghazanem, který přislíbil spojenectví proti mamlúkům. V následujících letech se král, rytířské řády a křižácká šlechta snažila sladit svůj postup s Mongoly.
26. dubna 1306 prohlásil Jindřichův bratr Amaury z Tyru krále za „chorého na těle a neschopného náležitě se věnovat vládě v království“ a za podpory rady složené z mnohých pánů a za souhlasu templářů se nechal jmenovat „správcem a poručníkem království“. 14. května se bratři dohodli a Jindřich za souhlas s Amauryho správcovstvím získal finanční vyrovnání. Roku 1308 se templářský maršál Aymon z Oselay pokusil Jindřicha ve jménu Amauryho přinutit k nové dohodě a o totéž se v létě 1308 snažili i johanité, když na Jindřicha tlačili, aby se vzdal titulu v bratrův prospěch. Roku 1309 se naopak johanité přiklonili na stranu Jindřicha. Na počátku roku 1310 byl Jindřich bratrem vyhoštěn do Kilikie. Jeho osud se změnil 5. června večer, kdy byla pod schody Amauryho domu nalezena zohavená mrtvola majitele.
Po návratu z vynuceného exilu Jindřich uvěznil bratrovy příznivce a dohlédl na dořešení procesu s templáři. Zemřel bezdětný v březnu roku 1324 a byl pohřben ve františkánském kostele v Nikósii.